# دوري جزر كوك لكرة القدم 1997
دوري جزر كوك لكرة القدم 1997 (بالإنجليزية: 1997 Cook Islands Round Cup)‏ هو موسم من دوري جزر كوك لكرة القدم. فاز فيه Avatiu F.C. ‏.